# Euryzygomatomys spinosus
Euryzygomatomys spinosus là một loài động vật có vú trong họ Echimyidae, bộ Gặm nhấm. Loài này được G. Fischer mô tả năm 1814.